# Distrito electoral de East Winters Creek (condado de Scotts Bluff, Nebraska)
East Winters Creek (en inglés: East Winters Creek Precinct) es un distrito electoral ubicado en el condado de Scotts Bluff en el estado estadounidense de Nebraska. En el Censo de 2010 tenía una población de 608 habitantes y una densidad poblacional de 10,81 personas por km².

## Geografía
East Winters Creek se encuentra ubicado en las coordenadas 41°52′31″N 103°37′5″O / 41.87528, -103.61806. Según la Oficina del Censo de los Estados Unidos, East Winters Creek tiene una superficie total de 56.26 km², de la cual 55.8 km² corresponden a tierra firme y (0.83%) 0.47 km² es agua.

## Demografía
Según el censo de 2010, había 608 personas residiendo en East Winters Creek. La densidad de población era de 10,81 hab./km². De los 608 habitantes, East Winters Creek estaba compuesto por el 96.05% blancos, el 0.82% eran amerindios, el 0.49% eran asiáticos, el 0.82% eran de otras razas y el 1.81% pertenecían a dos o más razas. Del total de la población el 5.59% eran hispanos o latinos de cualquier raza.